# Munster (Haut-Rhin)
Munster [mœ̃stɛʁ] (deutsch Münster im Elsass, elsässisch Menschter) ist eine französische Stadt im Département Haut-Rhin in der Region Grand Est (bis 2015 Elsass). Die  Gemeinde hat 4709 Einwohner (Stand: 1. Januar 2022) und eine Fläche von 8,64 km².

## Geographie
Munster liegt in den Vogesen am Schnittpunkt zweier Täler (ein größeres im Süden in Richtung Metzeral und ein kleineres im Nordwesten nach Soultzeren), die sich hier zum Tal der Fecht oder auch Münstertal (Vallée de Munster) vereinen. Im Westen erhebt sich der Gipfel des Hohneck mit 1.362 Metern über dem Meeresspiegel. Nach Osten fließt die Fecht in die Ebene Richtung Colmar, das etwa 20 km entfernt liegt.

## Geschichte

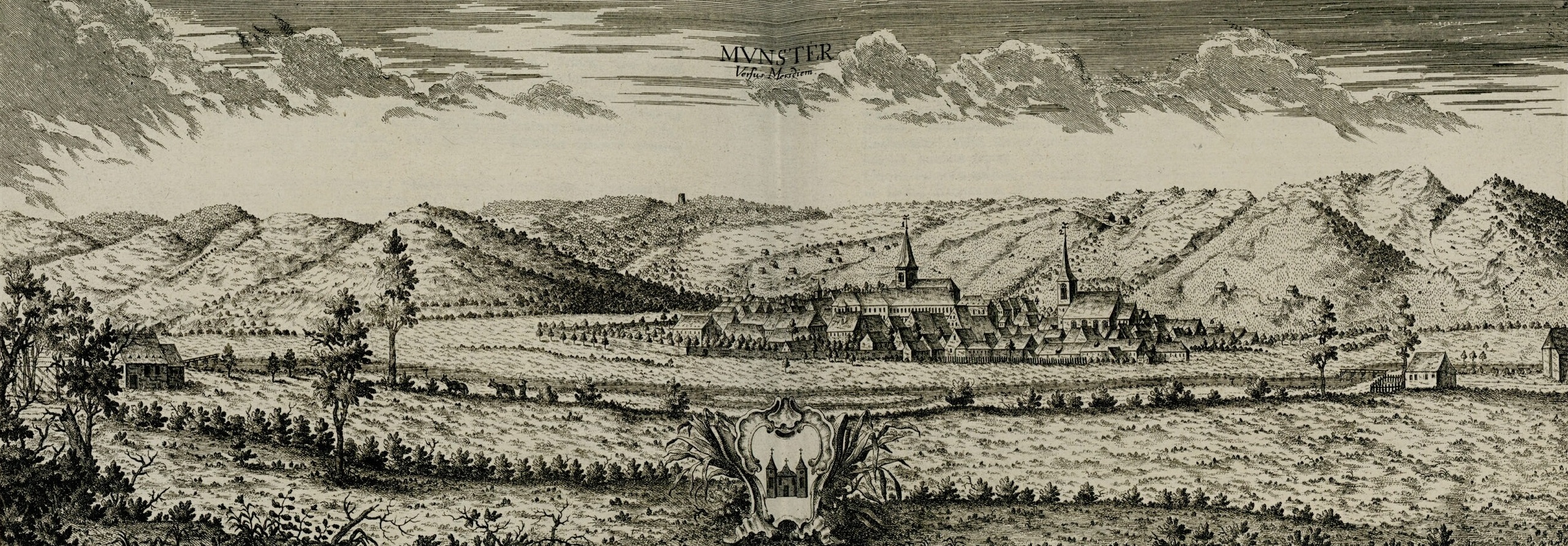
Gravur Munster 1761

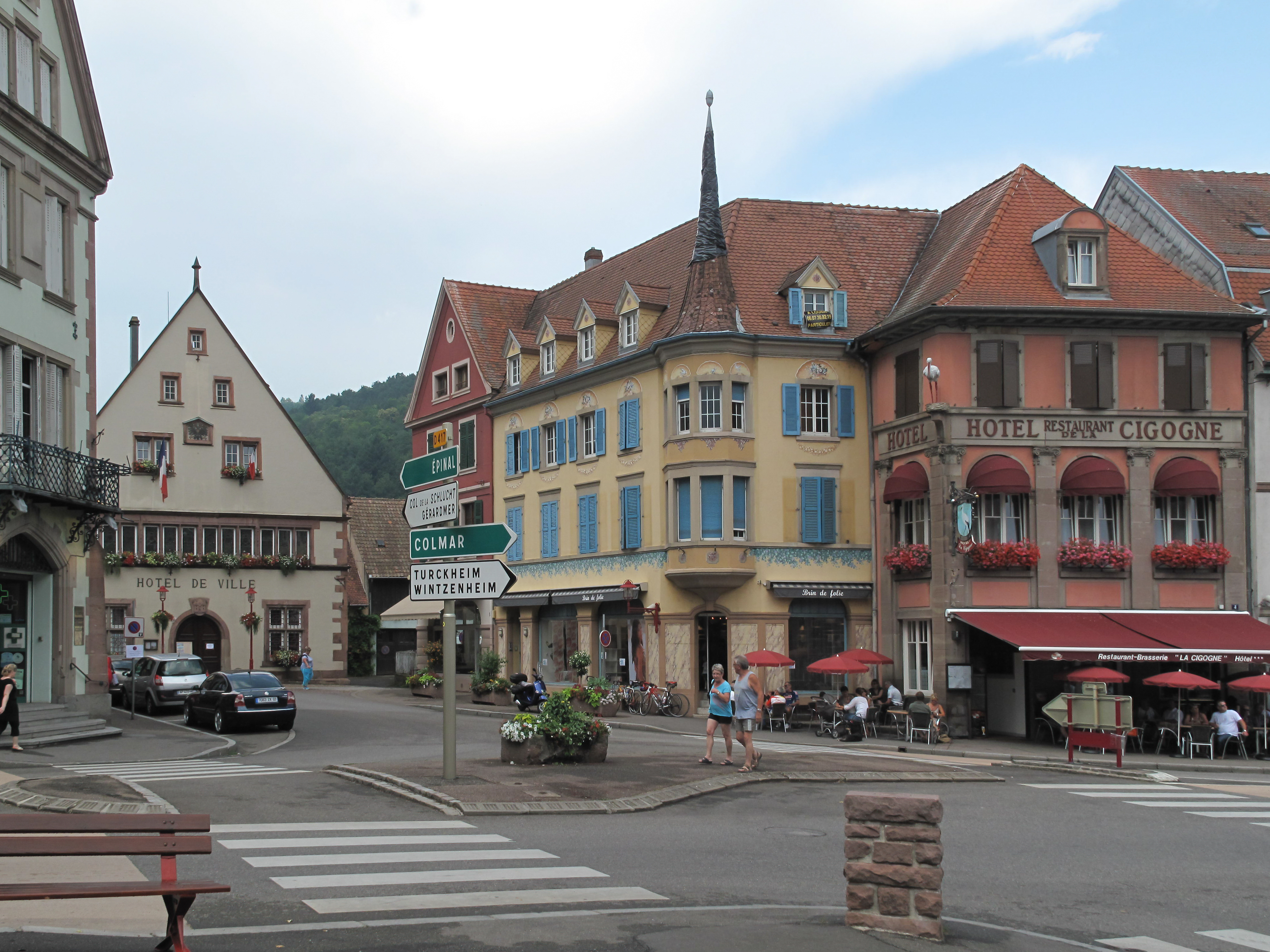
Blick auf die Place du Marché, die Rue Saint-Gregoire und die Grand Rue mit dem Rathaus

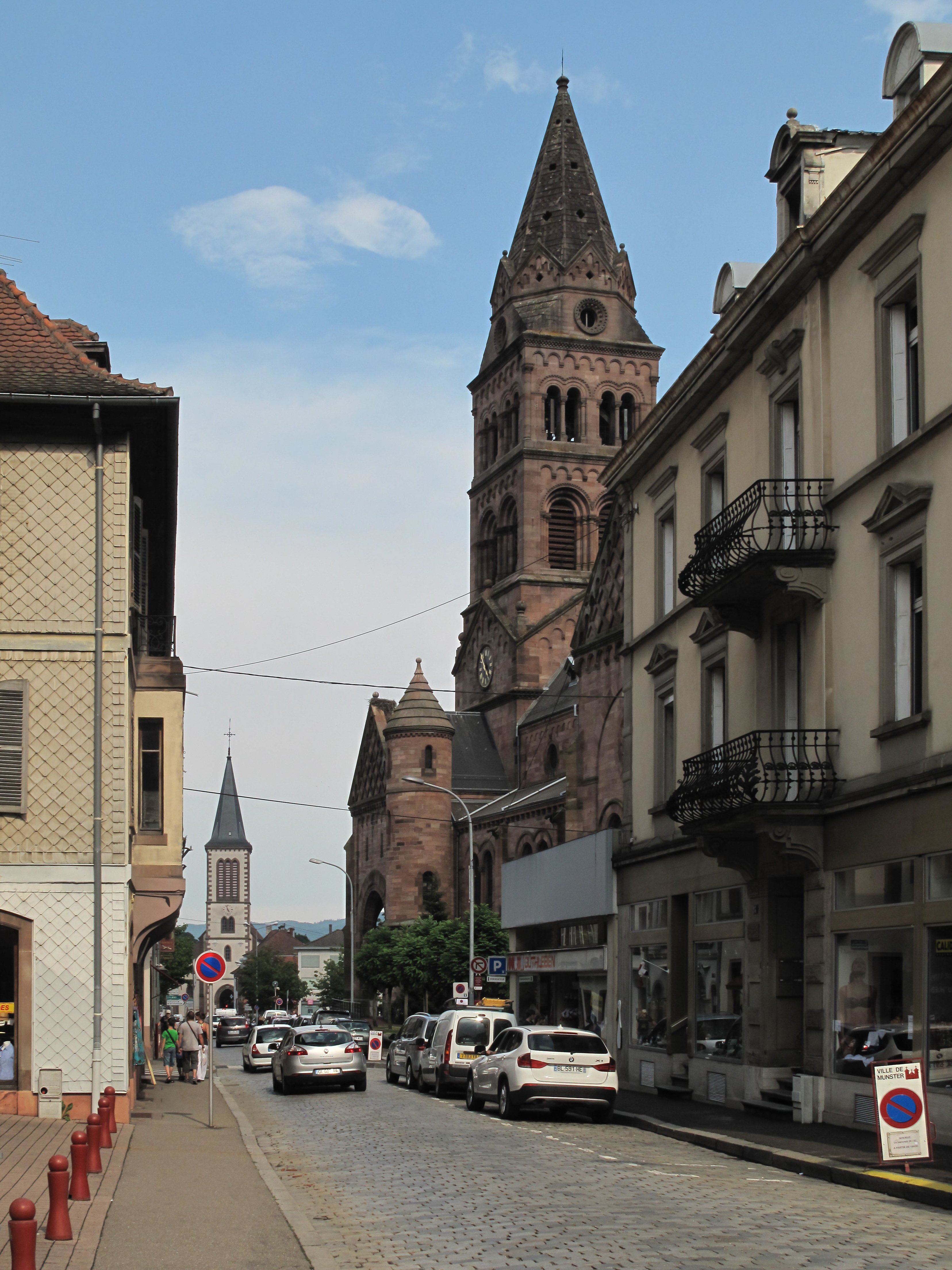
Rue Saint-Grégoire mit protestantischer (rechts) und katholischer Kirche

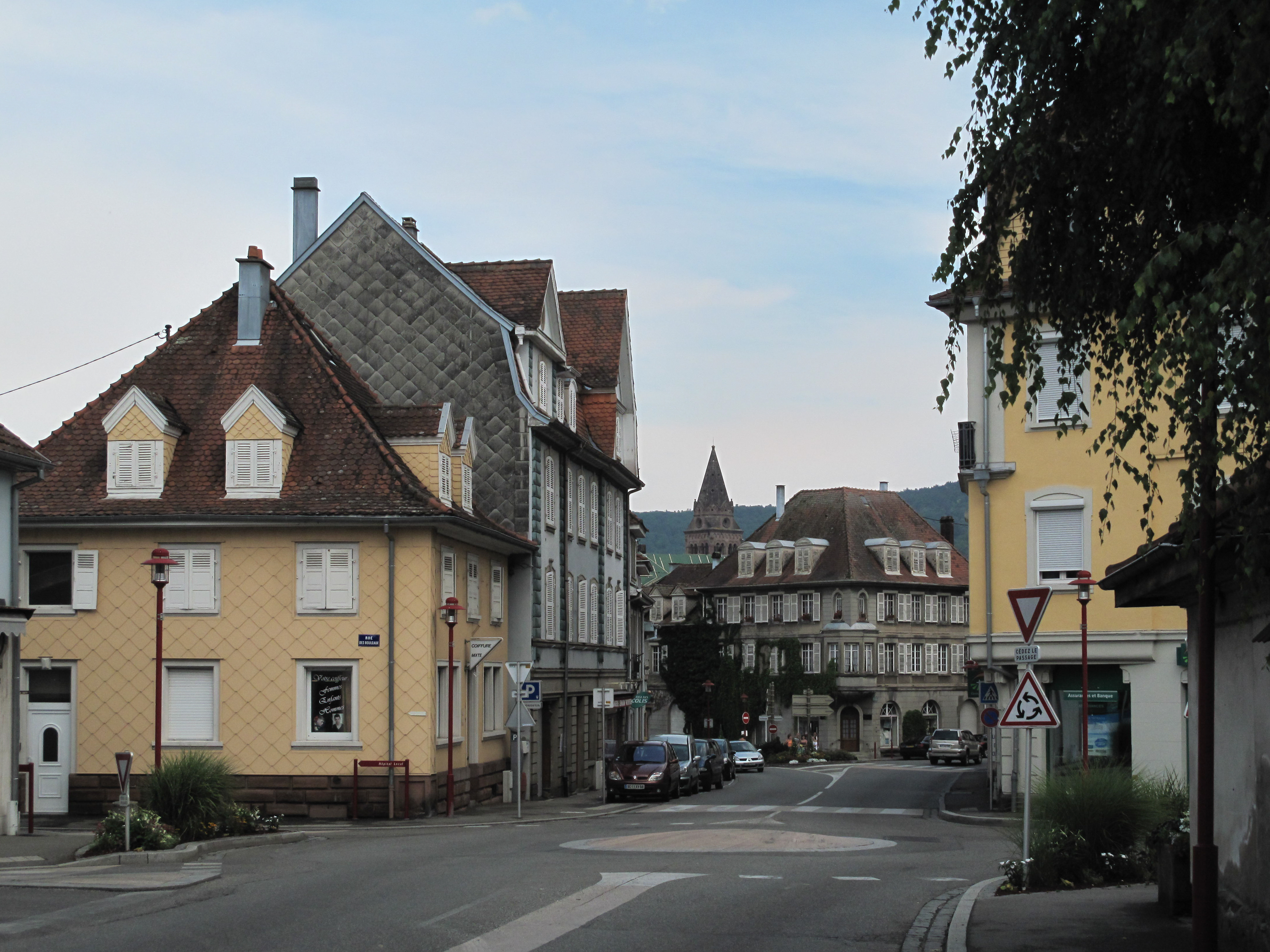
Blick in die Rue du 9e Zouaves

Um 660 n. Chr. wurde bei Münster von Benediktiner-Mönchen das St.-Gregor-Kloster (lat. monasterium) gegründet, wonach die Stadt und das Tal benannt wurden. 1308 wurde die Stadt mit einer Mauer versehen. 1354 schloss sich die Stadt mit anderen Städten des Elsass zum Zehnstädtebund zusammen. Im 16. Jahrhundert schloss sich die Stadt der Reformation an. Bürgermeister Friedrich Zeringer unterzeichnete für den „Rat der Stadt Münster in S. Georgental“ die lutherische Konkordienformel von 1577.
Im Dreißigjährigen Krieg wurde Münster und seine Umgebung stark in Mitleidenschaft gezogen. Die Stadt wurde 1680 zusammen mit Türkheim, Kaysersberg und Colmar mit deren Besitz (24 Ortschaften) vom Königreich Frankreich annektiert. Unter dem Einfluss der Französischen Revolution wurde 1791 das Kloster aufgelöst.
In Münster zweigte die 1907 eröffnete Münsterschluchtbahn (Chemins de fer Munster – Col de la Schlucht) hinauf zum Schluchtpass ab. Die Anlagen wurden im Ersten Weltkrieg zerstört. Ein Wiederaufbau ist nicht vorgesehen.
Von 1871 bis zum Ende des Ersten Weltkrieges gehörte Münster als Teil des Reichslandes Elsaß-Lothringen zum Deutschen Reich und war dem Kreis Colmar im Bezirk Oberelsaß zugeordnet. Im Ersten Weltkrieg wurde die Stadt zu 85 % zerstört. Auch im Zweiten Weltkrieg hatte die Gegend sehr zu leiden. Am 5. Februar 1945 wurde Munster von den Alliierten eingenommen.

### Demographie
| Jahr | Einwohner | Anmerkungen |
| ---- | --------- | --- |
| 1780 | –         | ehemalige Reichsstadt mit etwa 400 Feuerstellen (Haushaltungen)                                                                         |
| 1821 | 3545      | einschließlich der Eigentumsortschaften Haslen, Leimel, Nagelstall, Prezel und Spitelacker, davon 1163 Katholiken und 2282 Protestanten |
| 1836 | 3953      | [ 5 ] |
| 1861 | 4995      | [ 6 ] |
| 1872 | 4657      | am 1. Dezember, in 411 Häusern; nach anderen Angaben 4762 Einwohner                                                                     |
| 1880 | 5136      | am 1. Dezember, auf einer Fläche von 864 ha, in 454 Häusern, davon 2606 Katholiken, 2500 Evangelische und 26 Juden                      |
| 1885 | 5390      | davon 2703 Katholiken, 2653 Protestanten und 28 Juden                                                                                   |
| 1890 | 5664      | [ 6 ] |
| 1905 | 6078      | davon 2973 Evangelische; nach anderen Angaben 6082 Einwohner                                                                            |
| 1910 | 5974      | [ 12 ] [ 13 ] [ 6 ] |

| Anzahl der Einwohner seit Ende des Zweiten Weltkriegs | Anzahl der Einwohner seit Ende des Zweiten Weltkriegs | Anzahl der Einwohner seit Ende des Zweiten Weltkriegs | Anzahl der Einwohner seit Ende des Zweiten Weltkriegs | Anzahl der Einwohner seit Ende des Zweiten Weltkriegs | Anzahl der Einwohner seit Ende des Zweiten Weltkriegs | Anzahl der Einwohner seit Ende des Zweiten Weltkriegs | Anzahl der Einwohner seit Ende des Zweiten Weltkriegs | Anzahl der Einwohner seit Ende des Zweiten Weltkriegs |
| Jahr                                                  | 1962                                                  | 1968                                                  | 1975                                                  | 1982                                                  | 1990                                                  | 1999                                                  | 2007                                                  | 2017                                                  |
| ----------------------------------------------------- | ----------------------------------------------------- | ----------------------------------------------------- | ----------------------------------------------------- | ----------------------------------------------------- | ----------------------------------------------------- | ----------------------------------------------------- | ----------------------------------------------------- | ----------------------------------------------------- |
| Einwohner                                             | 5974                                                  | 4888                                                  | 4932                                                  | 4661                                                  | 4657                                                  | 4884                                                  | 4990                                                  | 4686                                                  |

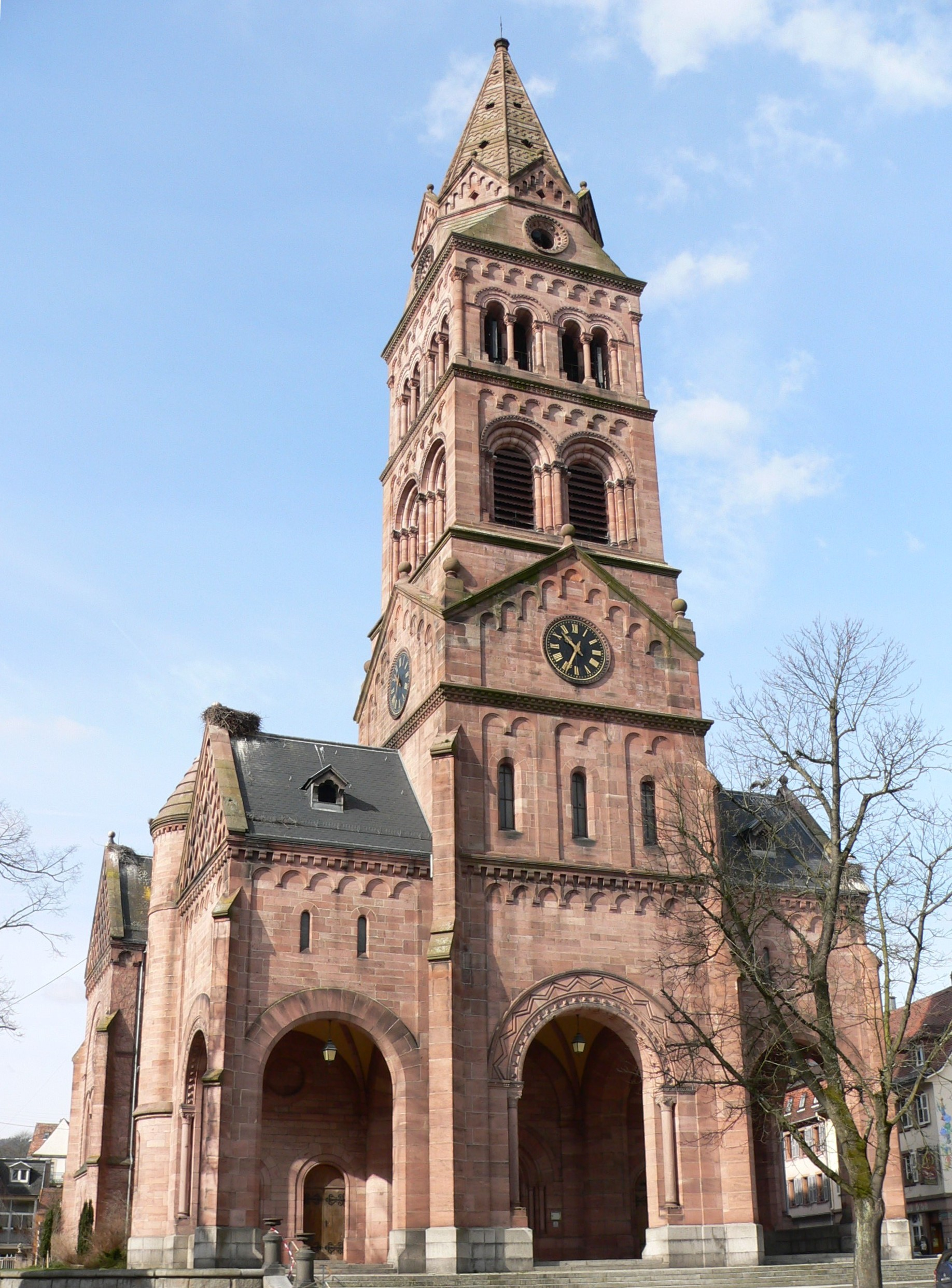
Protestantische Kirche
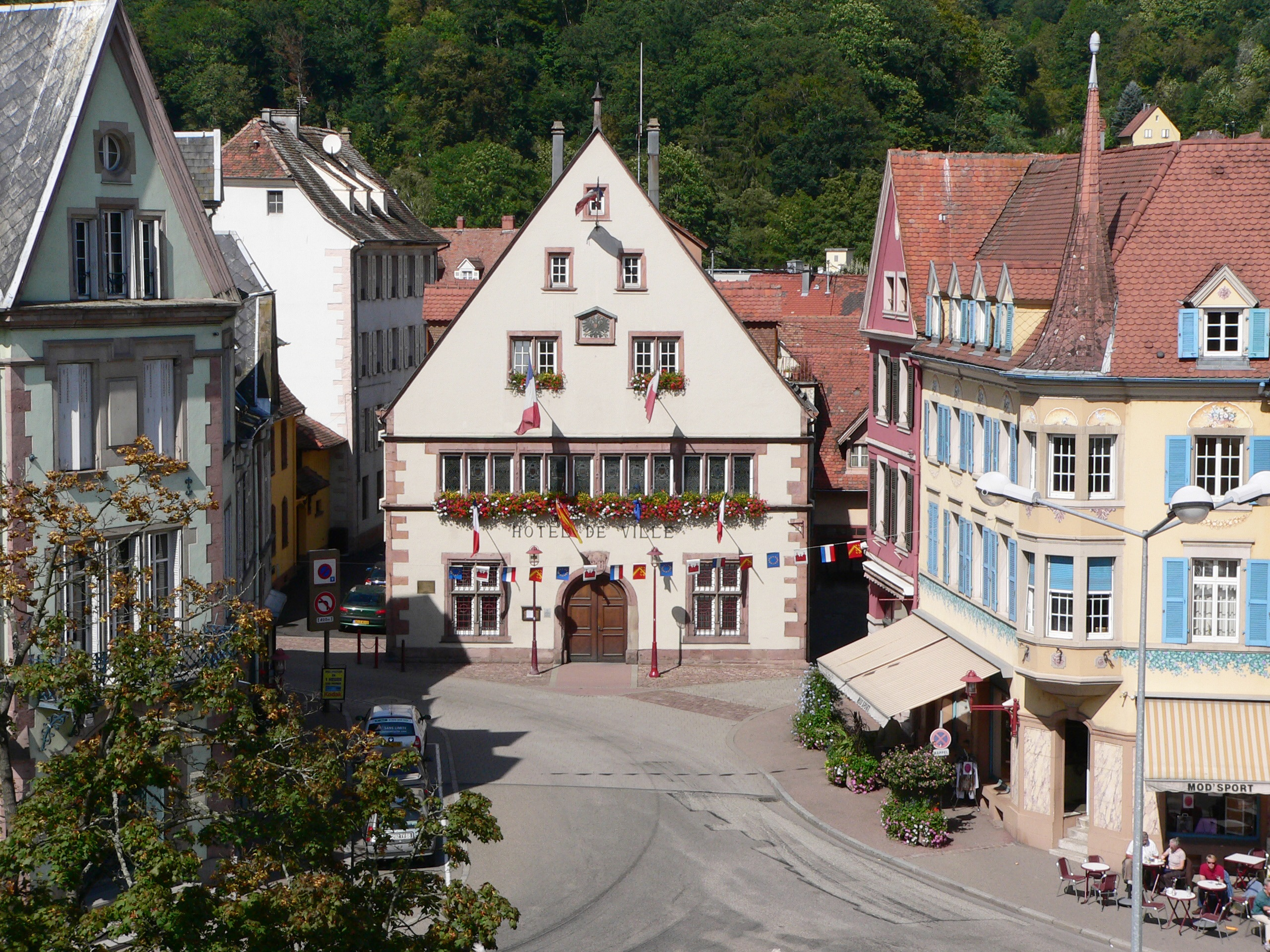
Mairie (Rathaus)
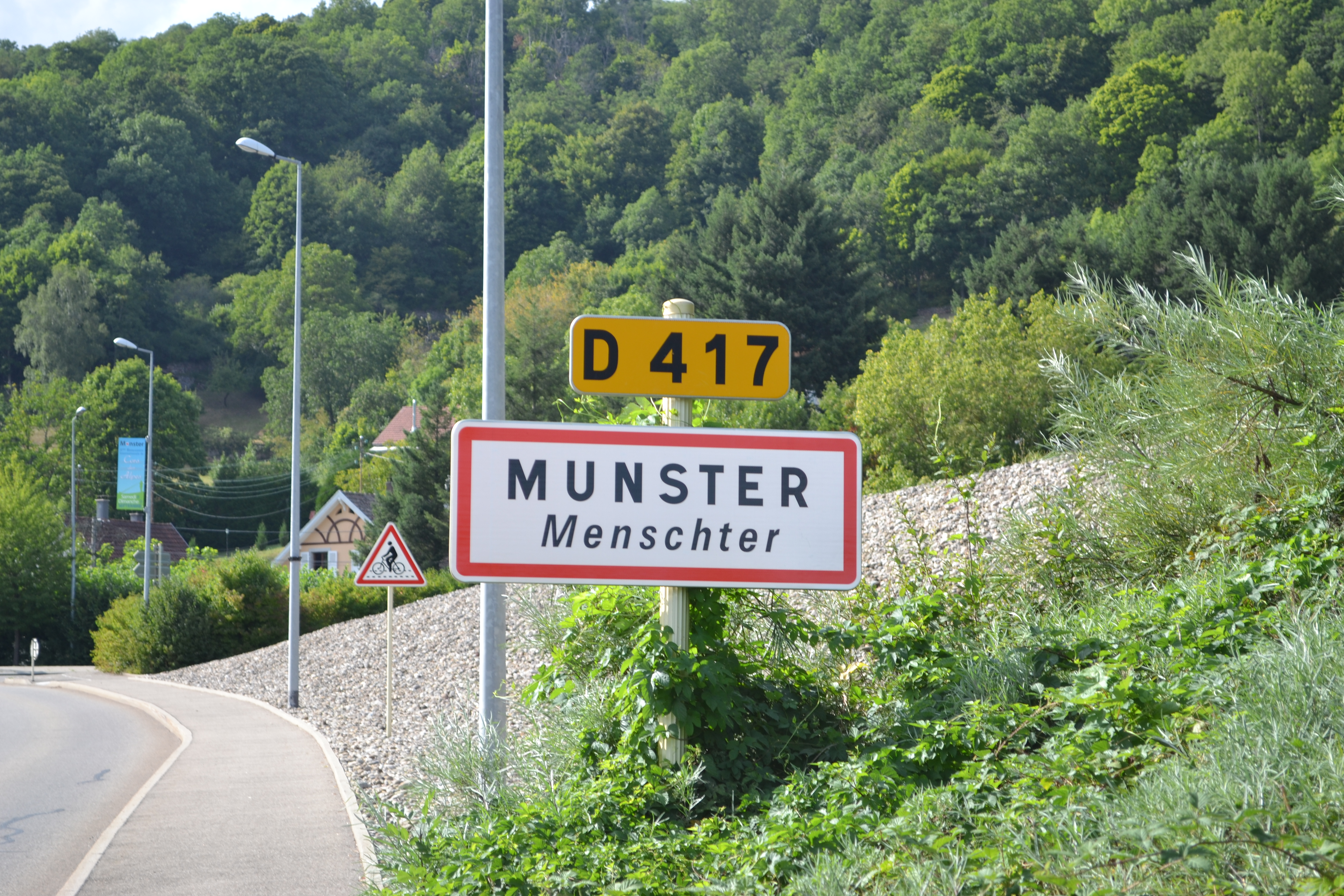
Zweisprachige Ortstafel
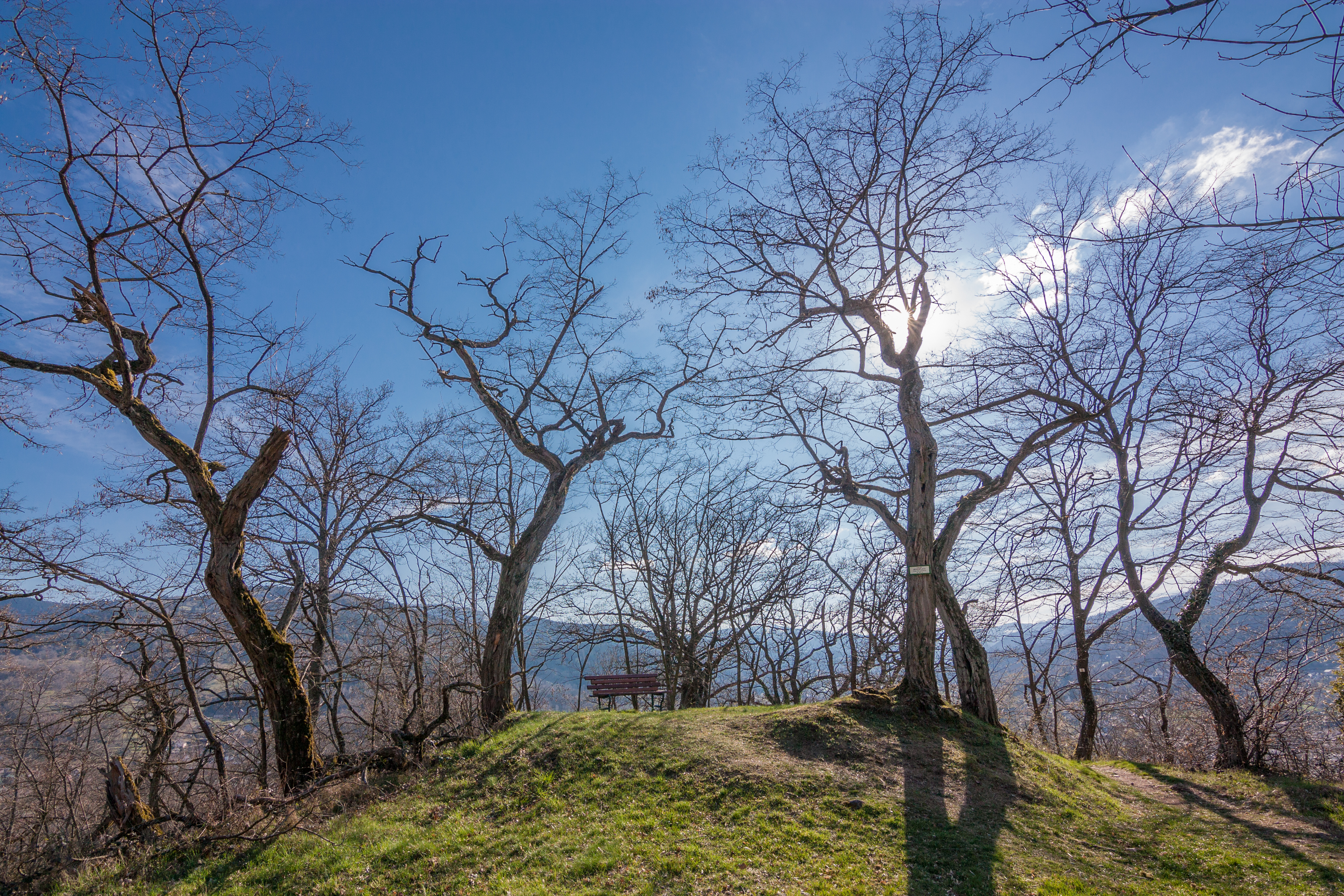
Narrenstein Hexenplatz

## Politik
Munster ist Mitglied und Sitz des Gemeindeverbands Vallée de Munster. Außer dem Bürgermeister gehören dem Gemeinderat sechs Beigeordnete und 20 weitere Personen an.

## Partnerschaften
Munster pflegt Städtepartnerschaften zu
- Ihringen in Baden-Württemberg (Deutschland)
- Romanèche-Thorins im Département Saône-et-Loire (Frankreich)

## Wirtschaft
Lange Zeit war Munster ein Zentrum der Textilindustrie, bis der Niedergang auch hier diesen Wirtschaftszweig zum Erliegen brachte. Weiterhin spielt die Forstwirtschaft eine wichtige Rolle.
Außerdem ist der Tourismus zunehmend ein Wirtschaftsfaktor. Munster liegt im  Regionalen Naturpark Ballons des Vosges, dessen Parkverwaltung mit angeschlossenem Ausstellungszentrum hier untergebracht ist.
Berühmt gemacht hat den Ort aber die Produktion des kräftig riechenden Münsterkäses, der hier hergestellt wird. Die hierzu benötigte Milchwirtschaft hat alpinen Charakter: das Milchvieh verbringt den Sommer auf den Berghöhen und überwintert im Tal. Aus diesem Grund hat die Gegend auch den Beinamen Kleini Schwitz (kleine Schweiz).

## Verkehr

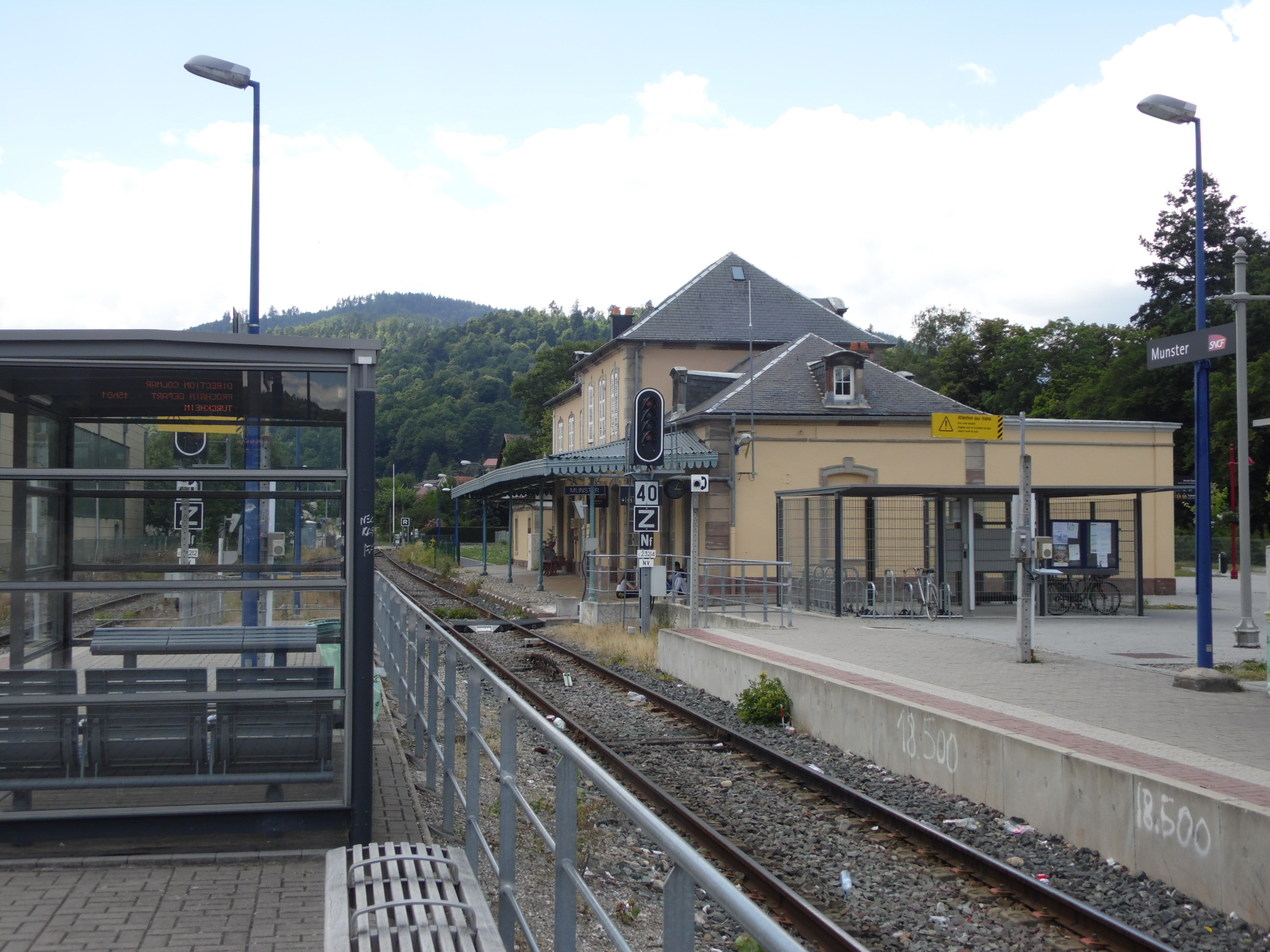
Bahnhof

Durch Munster verläuft die ehemalige Nationalstraße N 417, die 1973 zur Departementsstraße D 417 abgestuft wurde, von Colmar über den Col de la Schlucht (1139 m ü. d. M.) nach Gérardmer.
Seit 1868 besitzt Munster einen Bahnhof an der Bahnstrecke Colmar–Metzeral, die 1893 von hier bis Metzeral verlängert wurde. Außerdem kam 1907 noch die schmalspurige Münsterschluchtbahn hinzu, eine Zahnradbahn, die zum Col de la Schlucht führte, und vor allem dem Tourismus diente. Sie stellte bei Ausbruch des Ersten Weltkriegs 1914 den Betrieb ein, wurde zerstört und nicht wieder aufgebaut.

## Persönlichkeiten
- Thomas Gyrfalk († 1559), Schweizer Reformator
- Andreas Lamey (1726–1802), Historiker und Bibliothekar
- Caroline Hartmann (1807–1834), Pianistin, Schülerin von Frédéric Chopin
- Jean Ruhland (1834–1907), Bürgermeister von 1886 bis 1907, Reichstagsabgeordneter
- Daniel Walther (1940–2018), Journalist und Autor von Science-Fiction-Romanen
- Martin Graff (1944–2021), Publizist, Pfarrer, Journalist und Filmemacher